# Бризкальце (біологія)

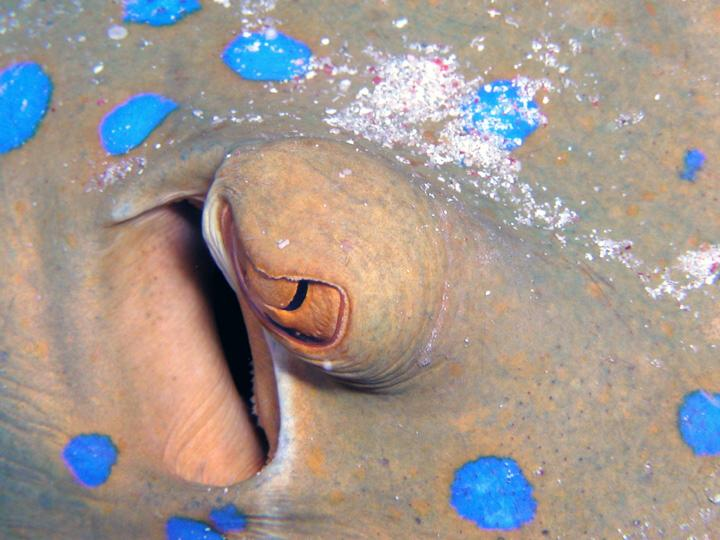
Бризкальця за очима ската Taeniura lymma

Бри́зкальця (лат. Spiraculum) — видозмінена в процесі еволюції перша пара зябрових щілин більшості акул і всіх скатів, а також целакантових (вимерлі), осетроподібних і багатоперих риб.
Вони слугують каналами для всмоктування води у ротову порожнину до зябер, де кисень, що міститься у воді, використовується для дихання.
Бризкальця розташовані між щелепною та під'язичною дугами, їх зовнішні отвори — на голові, позаду очей.
Багатопері риби використовують бризкальця для вдихання повітря; є припущення, що так дихали ранні тетроподи.
У видів риб, що живуть на дні, вода для дихання майже виключно надходить через бризкальця, оскільки інакше вона постійно містила б мул і пісок. Бризкальця донних риб розташовані у верхній частині тіла, що дозволяє тваринам безперешкодно дихати навіть коли вони лежать на дні чи закопуються в пісок.